# کاسالزروگو
کاسالزروگو (به ایتالیایی: Casalserugo) یک کومونه در ایتالیا است که در استان پادووا واقع شده‌است.

## خصوصیات
کاسالزروگو ۱۵٫۵ کیلومترمربع مساحت و ۵٬۵۲۵ نفر جمعیت دارد و ۸ متر بالاتر از سطح دریا واقع شده‌است.